# Bolliger & Mabillard
Bolliger & Mabillard Inc. (bardziej znane jako B&M) – biuro projektowe, które zajmuje się doradztwem oraz projektowaniem kolejek górskich, z siedzibą w Monthey w Szwajcarii.
Przedsiębiorstwo zostało założone w 1988 roku przez Waltera Bolligera oraz Claude’a Mabillarda. Od 1990 roku biuro B&M zaprojektowało ponad 120 kolejek górskich różnych typów na całym świecie i jest pionierem wielu nowych technologii budowy roller coasterów, a zwłaszcza kolejki odwróconej (ang. inverted roller coaster), której pociągi poruszają się podwieszone pod torem.

## Historia
Zanim zaczęli pracować na własną rękę, Bolliger i Mabillard pracowali wcześniej dla przedsiębiorstwa Giovanola: producenta, który dostarczał kolejki dla przedsiębiorstwa Intamin AG. Będąc jeszcze w Giovanola, zaprojektowali swoją pierwszą kolejkę do jazdy na stojąco (ang. stand-up roller coaster): Shockwave w Six Flags Magic Mountain. Obaj przyczynili się również do powstania innych projektów Intamin AG, np. Z-Force w Six Flags Great America.
Przedsiębiorstwo zadebiutowało w 1990 roku projektem pierwszej własnej kolejki do jazdy na stojąco: Iron Wolf w Six Flags Great America. Dwa lata później, również dla parku SFGAm, zaprojektowało pierwszą na świecie kolejkę odwróconą, Batman The Ride. Od tego czasu biuro Bolliger & Mabillard rozpoczęło projektowanie nowych typów kolejek górskich, takich jak kolejka bezpodłogowa (ang. floorless roller coaster) i kolejka nurkująca (ang. dive coaster) o charakterystycznym pionowym pierwszym spadku. Przedsiębiorstwo od czasu do czasu, oprócz budową nowych kolejek, zajmuje się także renowacją kolejek innych przedsiębiorstw, głównie dostarczając nowe pociągi (np. dla kolejki Steel Dragon 2000).

## Oferta
Bolliger & Mabillard oferuje 10 różnych typów kolejek górskich:
| #  | Nazwa             | Rodzaj      | Pierwsza instalacja       | Pierwsza instalacja | Pierwsza instalacja        | Pierwsza instalacja | Liczba instalacji |
| -- | ----------------- | ----------- | ------------------------- | ------------------- | -------------------------- | ------------------- | ----------------- |
| 1  | Family Coaster    | Rodzinne    | Family Inverted Coaster   |                     | Happy Valley Shanghai      | 2014                | 9                 |
| 2  | Stand-Up Coaster  | Ekstremalne | Iron Wolf                 | Stany Zjednoczone   | Six Flags Great America    | 1990                | 9                 |
| 3  | Sitting Coaster   | Ekstremalne | Patriot                   | Stany Zjednoczone   | California’s Great America | 1991                | 7                 |
| 4  | Inverted Coaster  | Ekstremalne | Batman The Ride           | Stany Zjednoczone   | Six Flags Great America    | 1992                | 36                |
| 5  | Dive Coaster      | Ekstremalne | Oblivion                  | Wielka Brytania     | Alton Towers               | 1998                | 19                |
| 6  | Floorless Coaster | Ekstremalne | Medusa                    | Stany Zjednoczone   | Six Flags Great Adventure  | 1999                | 14                |
| 7  | Hyper Coaster     | Ekstremalne | Apollo’s Chariot          | Stany Zjednoczone   | Busch Gardens Williamsburg | 1999                | 18                |
| 8  | Flying Coaster    | Ekstremalne | Air                       | Wielka Brytania     | Alton Towers               | 2002                | 11                |
| 9  | Wing Coaster      | Ekstremalne | Raptor                    | Włochy              | Gardaland                  | 2011                | 18                |
| 10 | Surf Coaster      | Ekstremalne | Pipeline the Surf Coaster | Stany Zjednoczone   | SeaWorld Orlando           | 2023                | 2                 |

## Zaprojektowane kolejki

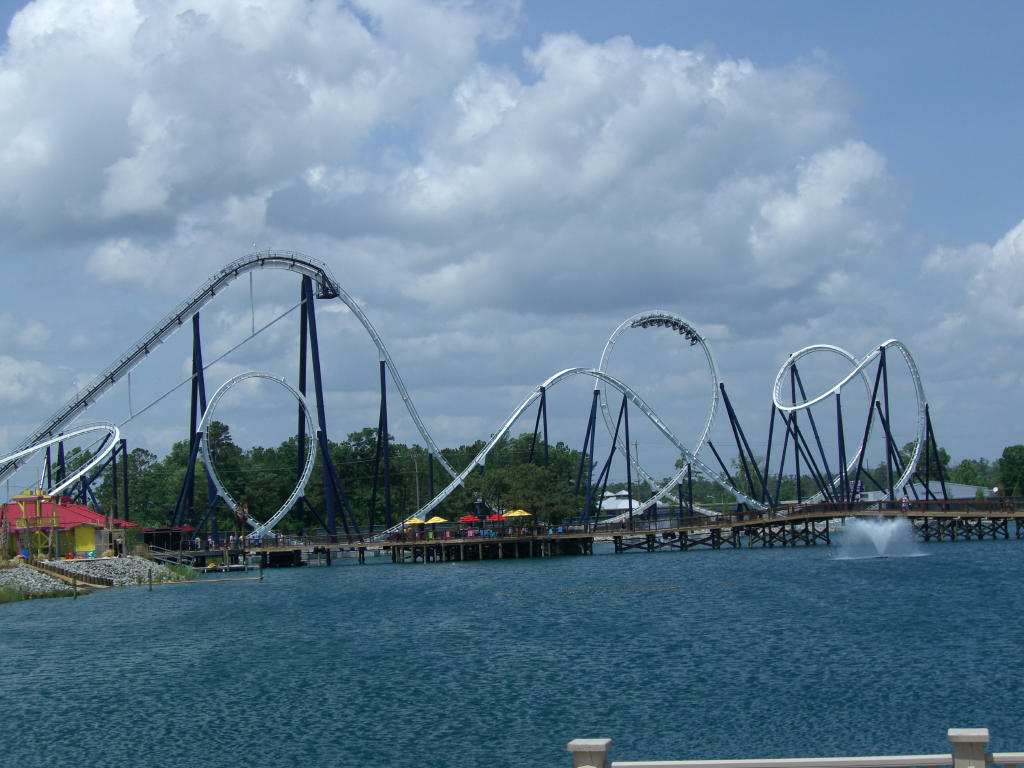
The Time Machine we Freestyle Music Park

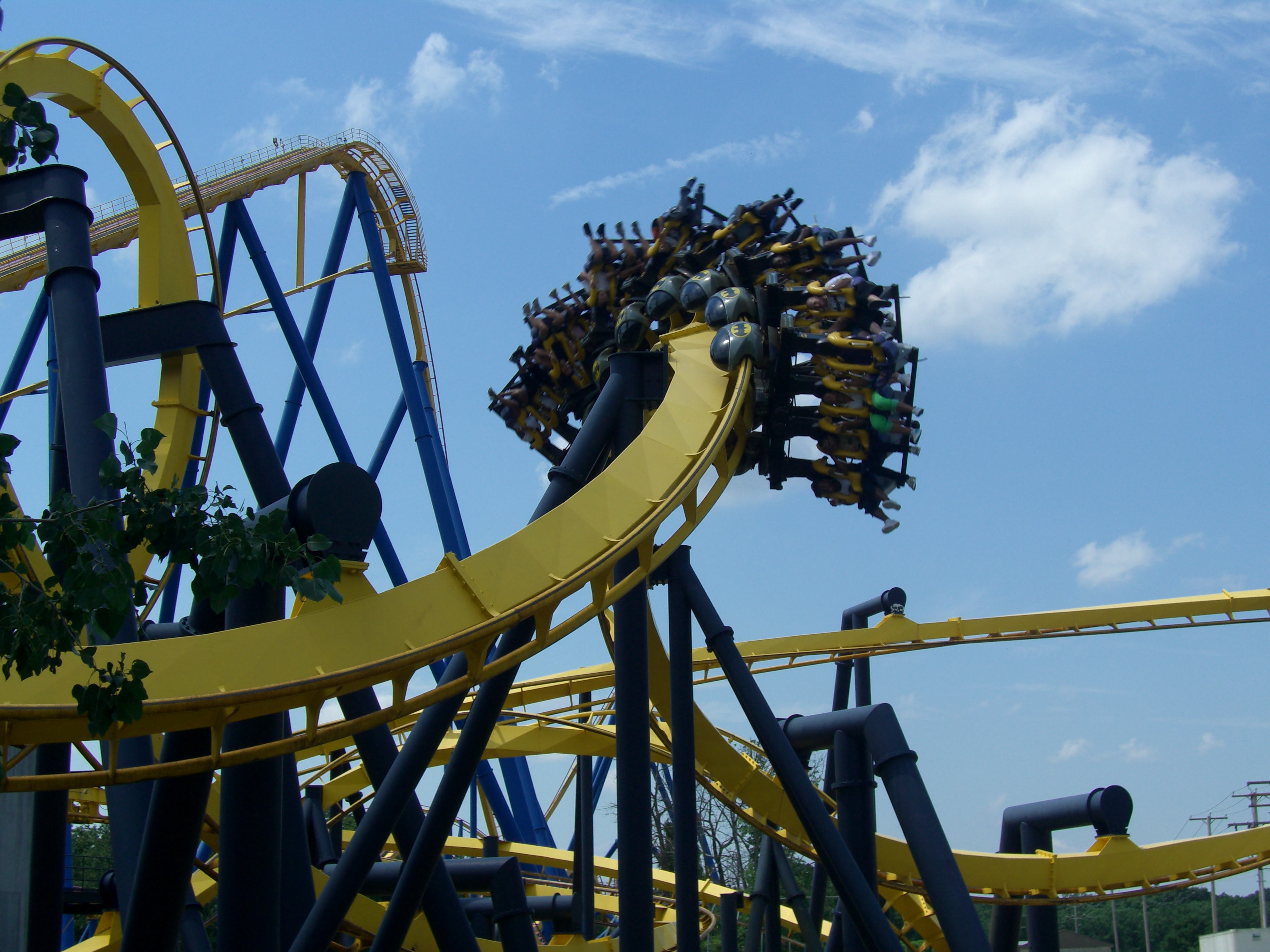
Batman: The Ride w Six Flags Great Adventure

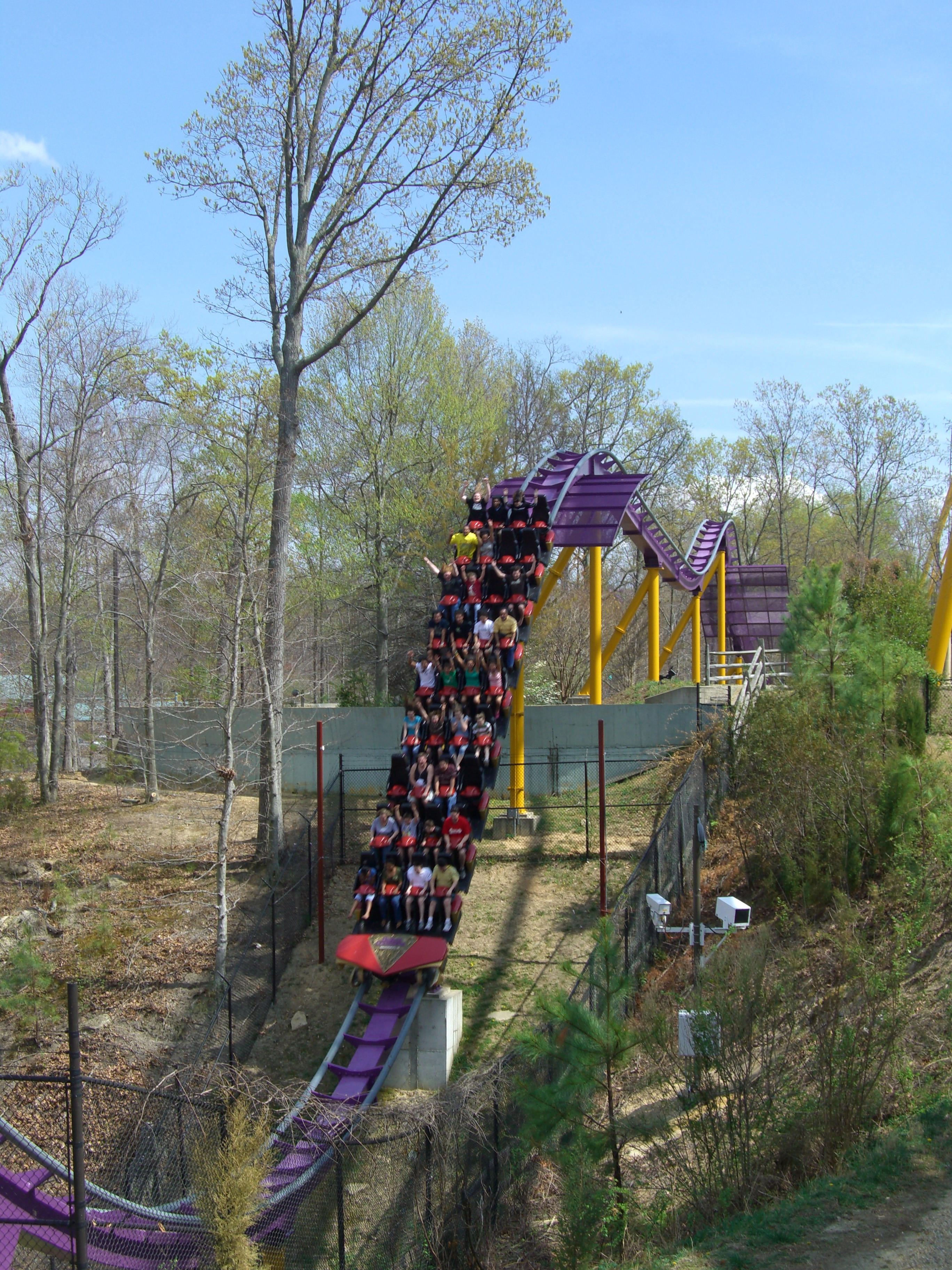
Apollo’s Chariot w Busch Gardens Williamsburg

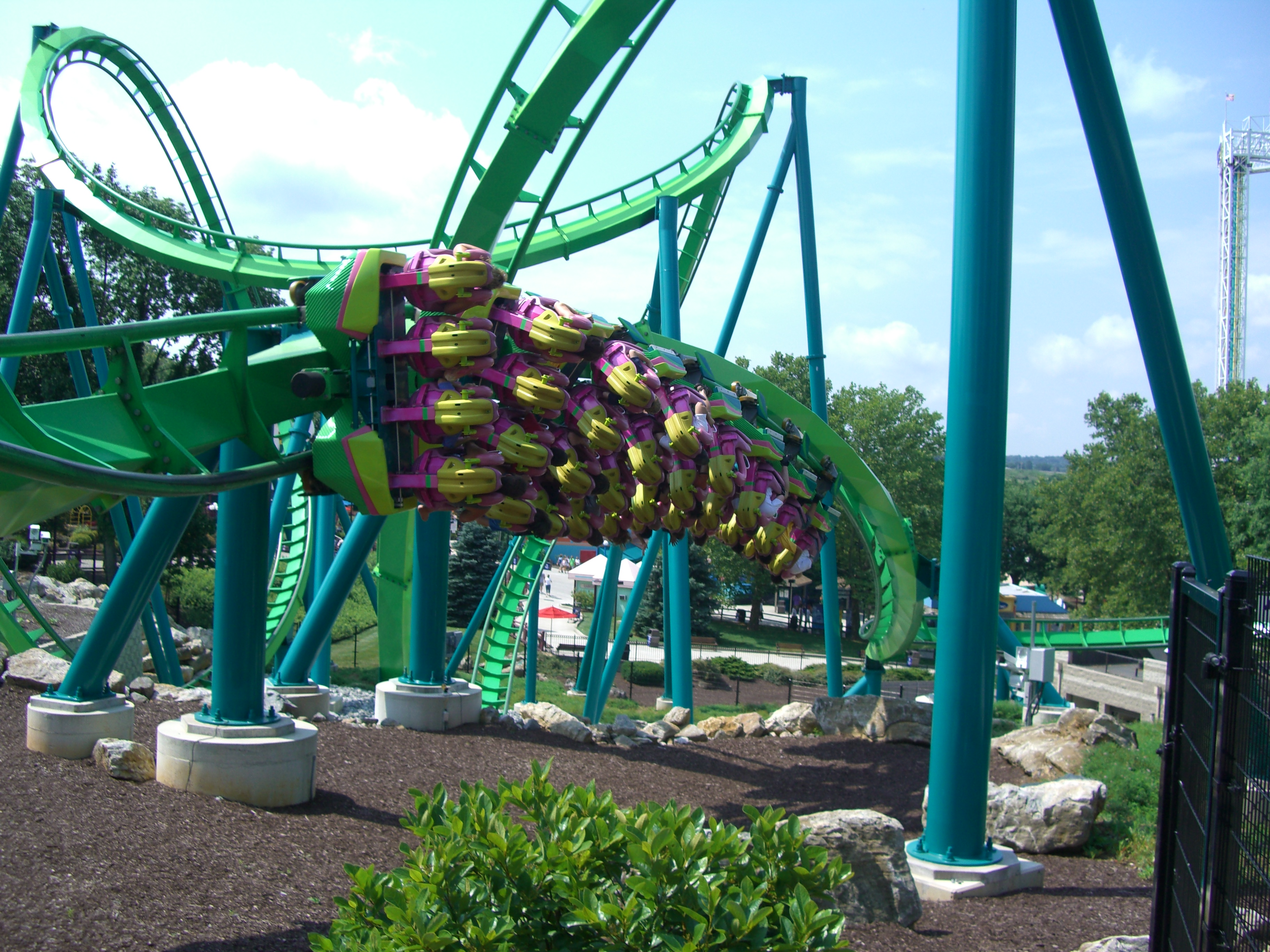
Hydra the Revenge w Dorney Park

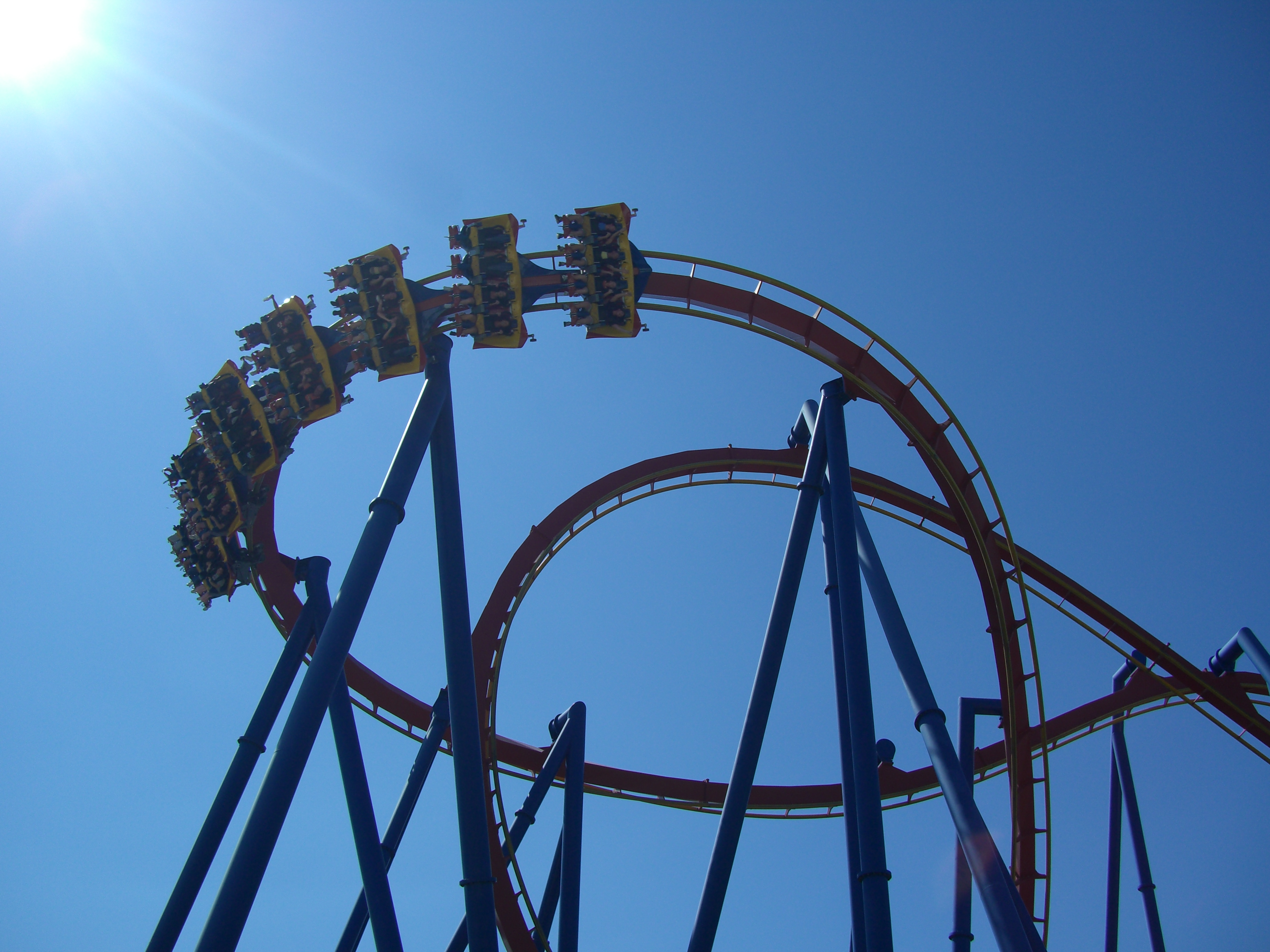
Superman: Ultimate Flight w Six Flags Over Georgia

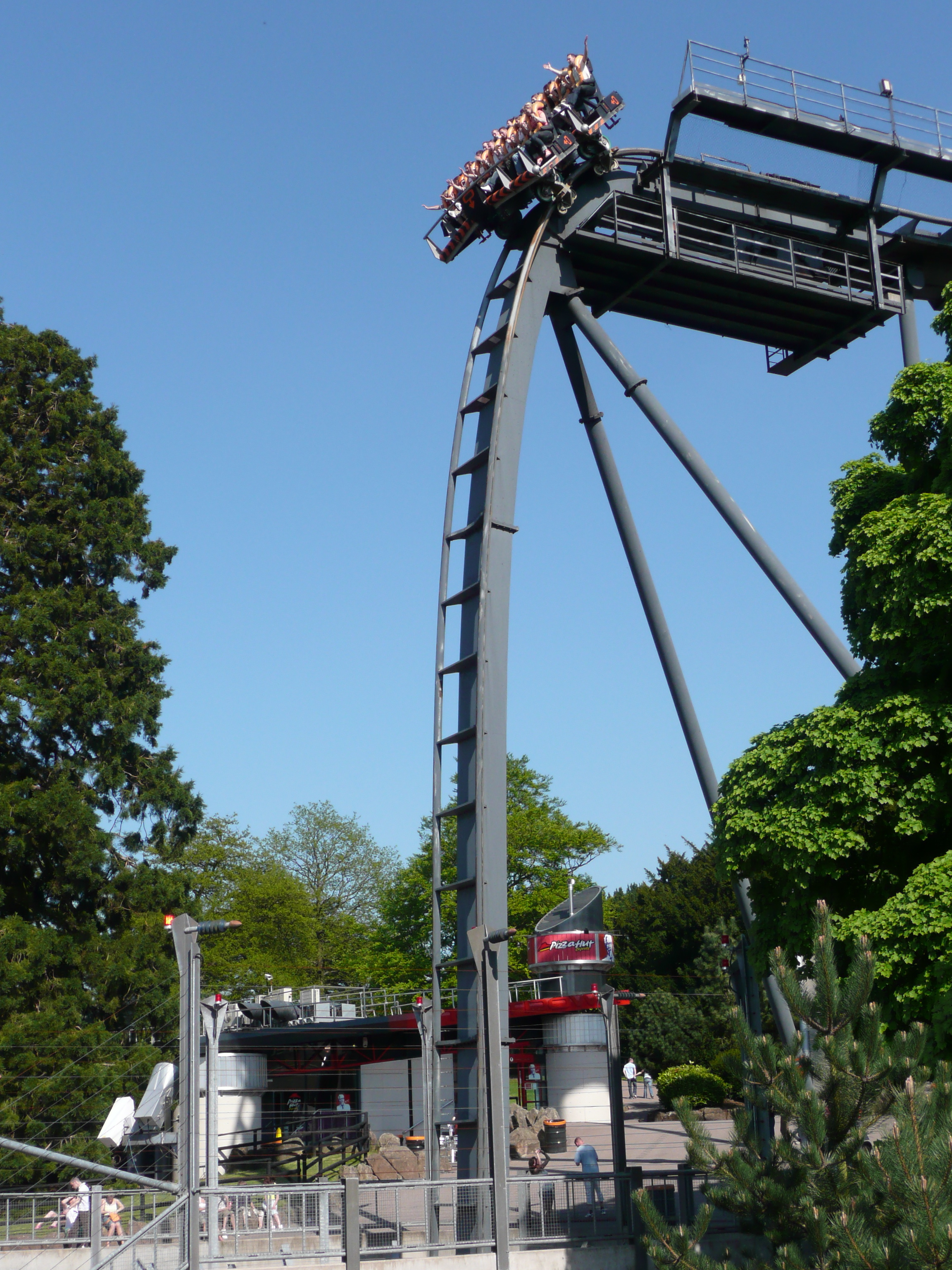
Oblivion w Alton Towers

Do roku 2025 włącznie biuro B&M zaprojektowało 136 kolejek górskich (144 łącznie z przeniesionymi).
| Nazwa                            | Model                     | Park                            | Kraj              | Rok otwarcia | Status       |
| -------------------------------- | ------------------------- | ------------------------------- | ----------------- | ------------ | ------------ |
| Iron Wolf                        | Stand-up Coaster          | Six Flags Great America         | Stany Zjednoczone | 1990         | przeniesiona |
| Patriot                          | Stand-up Coaster          | California’s Great America      | Stany Zjednoczone | 1991         | działa       |
| Batman: The Ride                 | Inverted Coaster          | Six Flags Great America         | Stany Zjednoczone | 1992         | działa       |
| Vortex                           | Stand-up Coaster          | Carowinds                       | Stany Zjednoczone | 1992         | działa       |
| Flight Deck                      | Inverted Coaster          | California’s Great America      | Stany Zjednoczone | 1993         | działa       |
| Batman: The Ride                 | Inverted Coaster          | Six Flags Great Adventure       | Stany Zjednoczone | 1993         | działa       |
| Kumba                            | Sitting Coaster           | Busch Gardens Tampa Bay         | Stany Zjednoczone | 1993         | działa       |
| Batman: The Ride                 | Inverted Coaster          | Six Flags Magic Mountain        | Stany Zjednoczone | 1994         | działa       |
| Raptor                           | Inverted Coaster          | Cedar Point                     | Stany Zjednoczone | 1994         | działa       |
| Nemesis Reborn                   | Inverted Coaster          | Alton Towers                    | Wielka Brytania   | 1994         | działa       |
| Diavlo                           | Inverted Coaster          | Himeji Central Park             | Japonia           | 1994         | działa       |
| Gambit                           | Inverted Coaster          | Thrill Valley                   | Japonia           | 1995         | przeniesiona |
| Dragon Khan                      | Sitting Coaster           | PortAventura Park               | Hiszpania         | 1995         | działa       |
| Batman: The Ride                 | Inverted Coaster          | Six Flags St. Louis             | Stany Zjednoczone | 1995         | działa       |
| Mantis                           | Stand-up Coaster          | Cedar Point                     | Stany Zjednoczone | 1996         | działa       |
| Montu                            | Inverted Coaster          | Busch Gardens Tampa Bay         | Stany Zjednoczone | 1996         | działa       |
| Alpengeist                       | Inverted Coaster          | Busch Gardens Williamsburg      | Stany Zjednoczone | 1997         | działa       |
| Batman: The Ride                 | Inverted Coaster          | Six Flags Over Georgia          | Stany Zjednoczone | 1997         | działa       |
| Chang                            | Stand-up Coaster          | Kentucky Kingdom                | Stany Zjednoczone | 1997         | przeniesiona |
| Pyrenees                         | Inverted Coaster          | Parque España                   | Japonia           | 1997         | działa       |
| Oblivion                         | Dive Coaster              | Alton Towers                    | Wielka Brytania   | 1998         | działa       |
| Great Bear                       | Inverted Coaster          | Hersheypark                     | Stany Zjednoczone | 1998         | działa       |
| The Great White                  | Inverted Coaster          | SeaWorld San Antonio            | Stany Zjednoczone | 1998         | działa       |
| Green Lantern                    | Stand-Up Coaster          | Six Flags Magic Mountain        | Stany Zjednoczone | 1998         | usunięta     |
| Afterburn                        | Inverted Coaster          | Carowinds                       | Stany Zjednoczone | 1999         | działa       |
| Medusa                           | Floorless Coaster         | Six Flags Great Adventure       | Stany Zjednoczone | 1999         | działa       |
| Incredible Hulk Coaster          | Sitting Coaster           | Islands of Adventure            | Stany Zjednoczone | 1999         | działa       |
| Dragon Challenge                 | Inverted Coaster          | Islands of Adventure            | Stany Zjednoczone | 1999         | usunięta     |
| Batman: The Ride                 | Inverted Coaster          | Six Flags Over Texas            | Stany Zjednoczone | 1999         | działa       |
| Raging Bull                      | Hyper Coaster             | Six Flags Great America         | Stany Zjednoczone | 1999         | działa       |
| Georgia Scorcher                 | Stand-up Coaster          | Six Flags Over Georgia          | Stany Zjednoczone | 1999         | działa       |
| Apollo’s Chariot                 | Hyper Coaster             | Busch Gardens Williamsburg      | Stany Zjednoczone | 1999         | działa       |
| Kraken                           | Floorless Coaster         | SeaWorld Orlando                | Stany Zjednoczone | 2000         | działa       |
| Medusa                           | Floorless Coaster         | Six Flags Discovery Kingdom     | Stany Zjednoczone | 2000         | działa       |
| Superman: Krypton Coaster        | Floorless Coaster         | Six Flags Fiesta Texas          | Stany Zjednoczone | 2000         | działa       |
| Katun                            | Inverted Coaster          | Mirabilandia                    | Włochy            | 2000         | działa       |
| Diving Machine G5                | Dive Coaster              | Janfusun Fancyworld             | Tajwan            | 2000         | działa       |
| Insane Speed                     | Floorless Coaster         | Janfusun Fancyworld             | Stany Zjednoczone | 2001         | działa       |
| Nitro                            | Hyper Coaster             | Six Flags Great Adventure       | Stany Zjednoczone | 2001         | działa       |
| Talon                            | Inverted Coaster          | Dorney Park & Wildwater Kingdom | Stany Zjednoczone | 2001         | działa       |
| Vampire                          | Inverted Coaster          | La Ronde                        | Stany Zjednoczone | 2001         | działa       |
| Wildfire                         | Sitting Coaster           | Silver Dollar City              | Stany Zjednoczone | 2001         | działa       |
| Batman: The Ride                 | Floorless Coaster         | Six Flags New England           | Stany Zjednoczone | 2002         | działa       |
| Superman: La Atracción de Acero  | Floorless Coaster         | Parque Warner Madrid            | Hiszpania         | 2002         | działa       |
| Batman: La Fuga                  | Inverted Coaster          | Parque Warner Madrid            | Hiszpania         | 2002         | działa       |
| Silver Star                      | Mega Coaster              | Europa-Park                     | Niemcy            | 2002         | działa       |
| Galactica                        | Flying Coaster            | Alton Towers                    | Wielka Brytania   | 2002         | działa       |
| Superman: Ultimate Flight        | Flying Coaster            | Six Flags Over Georgia          | Stany Zjednoczone | 2002         | działa       |
| Superman: Ultimate Flight        | Flying Coaster            | Six Flags Great America         | Stany Zjednoczone | 2003         | działa       |
| Superman: Ultimate Flight        | Flying Coaster            | Six Flags Great Adventure       | Stany Zjednoczone | 2003         | działa       |
| Scream!                          | Floorless Coaster         | Six Flags Magic Mountain        | Stany Zjednoczone | 2003         | działa       |
| Batman: The Ride                 | Inverted Coaster          | Six Flags New Orleans           | Stany Zjednoczone | 2003         | przeniesiona |
| Nemesis Inferno                  | Inverted Coaster          | Thorpe Park                     | Wielka Brytania   | 2003         | działa       |
| Dæmonen                          | Floorless Coaster         | Tivoli Gardens                  | Dania             | 2004         | działa       |
| Lightning                        | Inverted Coaster          | Entertainment City              | Kuwejt            | 2004         | przeniesiona |
| Silver Bullet                    | Inverted Coaster          | Knott’s Berry Farm              | Stany Zjednoczone | 2004         | działa       |
| SheiKra                          | Dive Coaster              | Busch Gardens Tampa Bay         | Stany Zjednoczone | 2005         | działa       |
| Hydra the Revenge                | Floorless Coaster         | Dorney Park & Wildwater Kingdom | Stany Zjednoczone | 2005         | działa       |
| Tatsu                            | Flying Coaster            | Six Flags Magic Mountain        | Stany Zjednoczone | 2006         | działa       |
| Goliath                          | Hyper Coaster             | Six Flags Over Georgia          | Stany Zjednoczone | 2006         | działa       |
| Patriot                          | Inverted Coaster          | Worlds of Fun                   | Stany Zjednoczone | 2006         | działa       |
| Goliath                          | Hyper Coaster             | La Ronde                        | Kanada            | 2006         | działa       |
| Black Mamba                      | Inverted Coaster          | Phantasialand                   | Niemcy            | 2006         | działa       |
| Crystal Wing                     | Flying Coaster            | Happy Valley Chaoyang           | Chiny             | 2006         | działa       |
| Hollywood Dream: The Ride        | Hyper Coaster             | Universal Studios Japan         | Japonia           | 2007         | działa       |
| Griffon                          | Dive Coaster              | Busch Gardens Williamsburg      | Stany Zjednoczone | 2007         | działa       |
| Phaethon                         | Inverted Coaster          | Gyeongju World                  | Korea Południowa  | 2007         | działa       |
| Behemoth                         | Hyper Coaster             | Canada’s Wonderland             | Kanada            | 2008         | działa       |
| Chupacabra                       | Inverted Coaster          | Six Flags Fiesta Texas          | Stany Zjednoczone | 2008         | działa       |
| The Time Machine                 | Sitting Coaster           | Freestyle Music Park            | Stany Zjednoczone | 2008         | przeniesiona |
| Dominator                        | Floorless Coaster         | Kings Dominion                  | Stany Zjednoczone | 2008         | działa       |
| Manta                            | Flying Coaster            | SeaWorld Orlando                | Stany Zjednoczone | 2009         | działa       |
| Diamondback                      | Hyper Coaster             | Kings Island                    | Stany Zjednoczone | 2009         | działa       |
| Vertical Coaster                 | Dive Coaster              | Chimelong Paradise              | Chiny             | 2008         | działa       |
| Dive Coaster                     | Dive Coaster              | Happy Valley Shanghai           | Chiny             | 2009         | działa       |
| The Monster                      | Inverted Coaster          | Walygator Parc                  | Francja           | 2010         | działa       |
| Thunder Striker                  | Hyper Coaster             | Carowinds                       | Stany Zjednoczone | 2010         | działa       |
| Green Lantern                    | Stand-Up Coaster          | Six Flags Great Adventure       | Stany Zjednoczone | 2011         | działa       |
| Krake                            | Dive Coaster              | Heide Park Resort               | Niemcy            | 2011         | działa       |
| Raptor                           | Wing Coaster              | Gardaland                       | Włochy            | 2011         | działa       |
| Starry Night Ripper              | Flying Coaster            | World Joyland                   | Chiny             | 2011         | działa       |
| Hair Raiser                      | Floorless Coaster         | Ocean Park Hong Kong            | Chiny             | 2011         | działa       |
| Oz’Iris                          | Inverted Coaster          | Parc Astérix                    | Francja           | 2012         | działa       |
| Shambhala                        | Hyper Coaster             | PortAventura Park               | Hiszpania         | 2012         | działa       |
| The Swarm                        | Wing Coaster              | Thorpe Park                     | Wielka Brytania   | 2012         | działa       |
| Leviathan                        | Giga Coaster              | Canada’s Wonderland             | Kanada            | 2012         | działa       |
| Wild Eagle                       | Wing Coaster              | Dollywood                       | Stany Zjednoczone | 2012         | działa       |
| X-Flight                         | Wing Coaster              | Six Flags Great America         | Stany Zjednoczone | 2012         | działa       |
| GateKeeper                       | Wing Coaster              | Cedar Point                     | Stany Zjednoczone | 2013         | działa       |
| Parrot Coaster                   | Wing Coaster              | Ocean Kingdom                   | Chiny             | 2013         | działa       |
| Nitro                            | Floorless Coaster         | Adlabs Imagica                  | Indie             | 2013         | działa       |
| Flug der Dämonen                 | Wing Coaster              | Heide Park Resort               | Niemcy            | 2014         | działa       |
| Family Inverted Coaster          | Family Coaster / Inverted | Happy Valley Shanghai           | Chiny             | 2014         | działa       |
| Banshee                          | Inverted Coaster          | Kings Island                    | Stany Zjednoczone | 2014         | działa       |
| Fury 325                         | Hyper Coaster             | Carowinds                       | Stany Zjednoczone | 2015         | działa       |
| Thunderbird                      | Wing Coaster              | Holiday World                   | Stany Zjednoczone | 2015         | działa       |
| Oblivion – The Black Hole        | Dive Coaster              | Garadaland                      | Włochy            | 2015         | działa       |
| Baron 1898                       | Dive Coaster              | Efteling                        | Holandia          | 2015         | działa       |
| Acrobat                          | Flying Coaster            | Nagashima Spa Land              | Japonia           | 2015         | działa       |
| Harpy                            | Flying Coaster            | Xishuangbanna Theme Park        | Chiny             | 2015         | nieczynna    |
| ?                                | Wing Coaster              | Hot Go Dreamworld               | Chiny             | 2015         | nieczynna    |
| ?                                | Hyper Coaster             | Hot Go Dreamworld               | Chiny             | 2015         | nieczynna    |
| Mako                             | Hyper Coaster             | SeaWorld Orlando                | Stany Zjednoczone | 2016         | działa       |
| Flying Dinosaur                  | Flying Coaster            | Universal Studios Japan         | Japonia           | 2016         | działa       |
| Valravn                          | Dive Coaster              | Cedar Point                     | Stany Zjednoczone | 2016         | działa       |
| Dragon’s Run                     | Sitting Coaster           | Dragon Park                     | Wietnam           | 2017         | działa       |
| Flying Wing Coaster              | Wing Coaster              | Happy Valley Yubei              | Chiny             | 2017         | działa       |
| Western Regions Heaven           | Dive Coaster              | Happy Valley Jinniu             | Chiny             | 2017         | działa       |
| Valkyria                         | Dive Coaster              | Liseberg                        | Szwecja           | 2018         | działa       |
| Fēnix                            | Wing Coaster              | Toverland                       | Holandia          | 2018         | działa       |
| Draken                           | Dive Coaster              | Gyeongju World                  | Korea Południowa  | 2018         | działa       |
| Family Roller Coaster            | Family Coaster / Inverted | Happy Valley Chaoyang           | Chiny             | 2018         | działa       |
| Snow Peak Eagles                 | Wing Coaster              | Colorful Yunnan Paradise        | Chiny             | 2018         | działa       |
| Heaven’s Wing                    | Wing Coaster              | Huayi Brothers Movie World      | Chiny             | 2018         | działa       |
| Flight of the Himalayan Eagle    | Hyper Coaster             | Happy Valley Chaoyang           | Chiny             | 2019         | działa       |
| Falcon                           | Wing Coaster              | Wuxi Sunac Land                 | Chiny             | 2019         | działa       |
| Yukon Striker                    | Dive Coaster              | Canada’s Wonderland             | Kanada            | 2019         | działa       |
| Candymonium                      | Hyper Coaster             | Hersheypark                     | Stany Zjednoczone | 2020         | działa       |
| Orion                            | Hyper Coaster             | Kings Island                    | Stany Zjednoczone | 2020         | działa       |
| Forest Predator                  | Wing Coaster              | Happy Valley Qixia              | Chiny             | 2020         | działa       |
| Decepticoaster                   | Sitting Coaster           | Universal Studios Bejing        | Chiny             | 2021         | działa       |
| Monster                          | Inverted Coaster          | Gröna Lund                      | Szwecja           | 2021         | działa       |
| DaVinci Ride                     | Wing Coaster              | Fantasy Valley                  | Chiny             | 2022         | działa       |
| Emperor                          | Dive Coaster              | SeaWorld San Diego              | Stany Zjednoczone | 2022         | działa       |
| Dr. Diabollical's Cliffhanger    | Dive Coaster              | Six Flags Fiesta Texas          | Stany Zjednoczone | 2022         | działa       |
| Maximus – Der Flug des Wächters  | Wing Coaster              | Legoland Deutschland            | Niemcy            | 2023         | działa       |
| Mandrill Mayhem                  | Wing Coaster              | Chessington World of Adventures | Wielka Brytania   | 2023         | działa       |
| Pipeline the Surf Coaster        | Surf Coaster              | SeaWorld Orlando                | Stany Zjednoczone | 2023         | działa       |
| Penguin Trek                     | Family Coaster            | SeaWorld Orlando                | Stany Zjednoczone | 2024         | działa       |
| Iron Menace                      | Dive Coaster              | Dorney Park                     | Stany Zjednoczone | 2024         | działa       |
| Phoenix Rising                   | Family Coaster / Inverted | Busch Gardens Tampa             | Stany Zjednoczone | 2024         | działa       |
| Rapterra                         | Wing Coaster              | Kings Dominion                  | Stany Zjednoczone | 2025         | działa       |
| Big Bad Wolf: The Wolf's Revenge | Family Coaster / Inverted | Busch Gardens Williamsburg      | Stany Zjednoczone | 2025         | działa       |
| Wrath of Rakshasa                | Dive Coaster              | Six Flags Great America         | Stany Zjednoczone | 2025         | działa       |
| ?                                | Inverted Coaster          | Wonderla Amusement Park Chennai | Indie             | 2025         | w budowie    |
| ?                                | Family Coaster            | Legoland Sichuan                | Chiny             | 2025         | w budowie    |
| Big LEGO Coaster                 | Family Coaster            | Legoland Shanghai               | Chiny             | 2025         | działa       |
| ?                                | Family Coaster / Inverted | Legoland Shenzhen               | Chiny             | 2026         | w budowie    |
| ?                                | Family Coaster / Inverted | SeaWorld San Antonio            | Stany Zjednoczone | 2026         | w budowie    |
| ?                                | Dive Coaster              | Six Flags Over Texas            | Stany Zjednoczone | 2026         | w budowie    |
| ?                                | Surf Coaster              | Happy Valley Songjiang          | Chiny             | 2027         | w planach    |

## Galeria

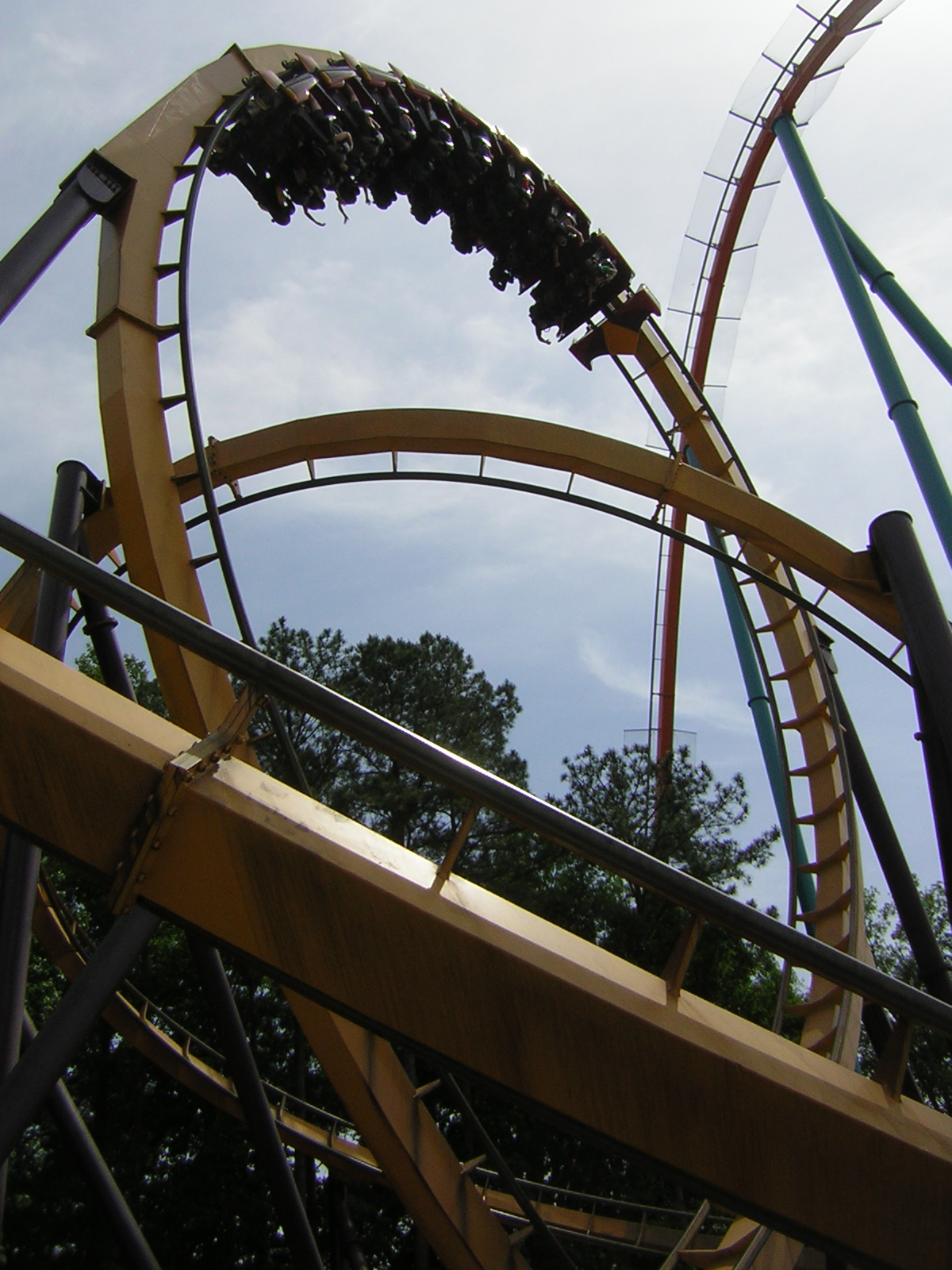
Georgia Scorcher w Six Flags Over Georgia
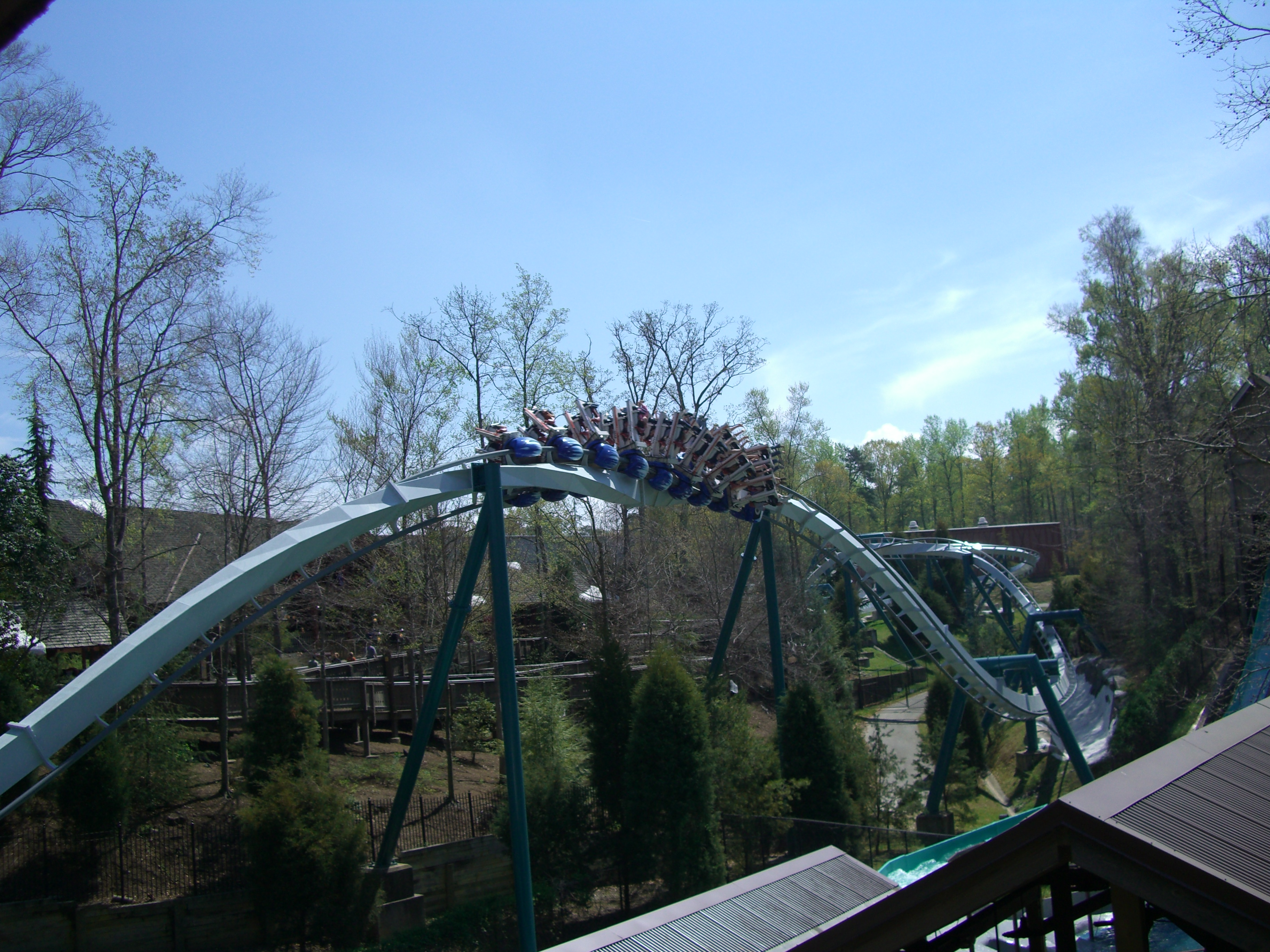
Alpengeist w Busch Gardens Williamsburg
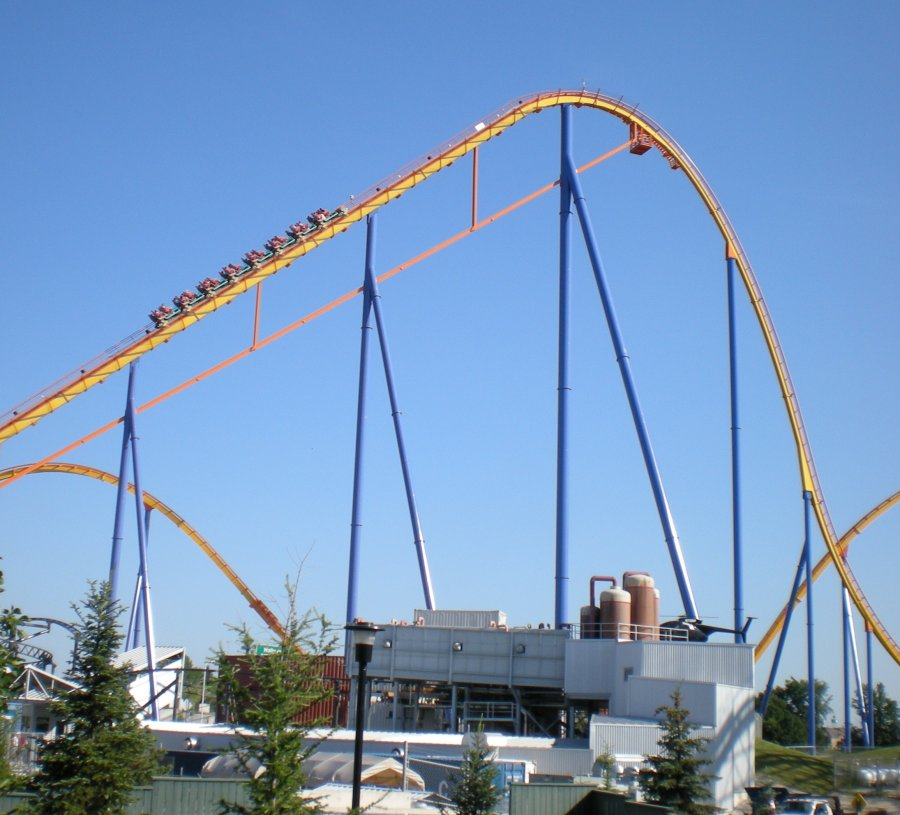
Behemoth w Canada’s Wonderland
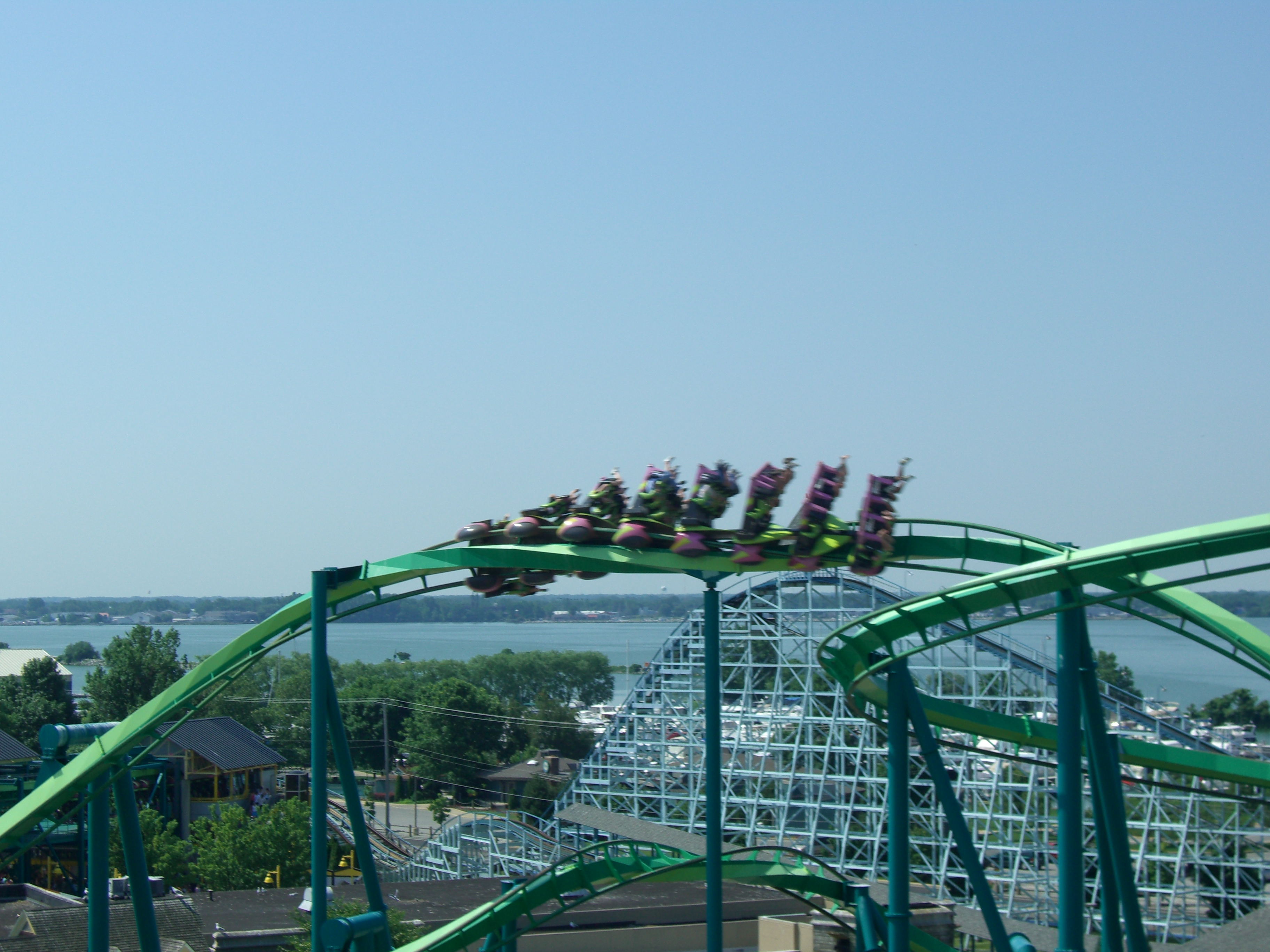
Raptor w Cedar Point
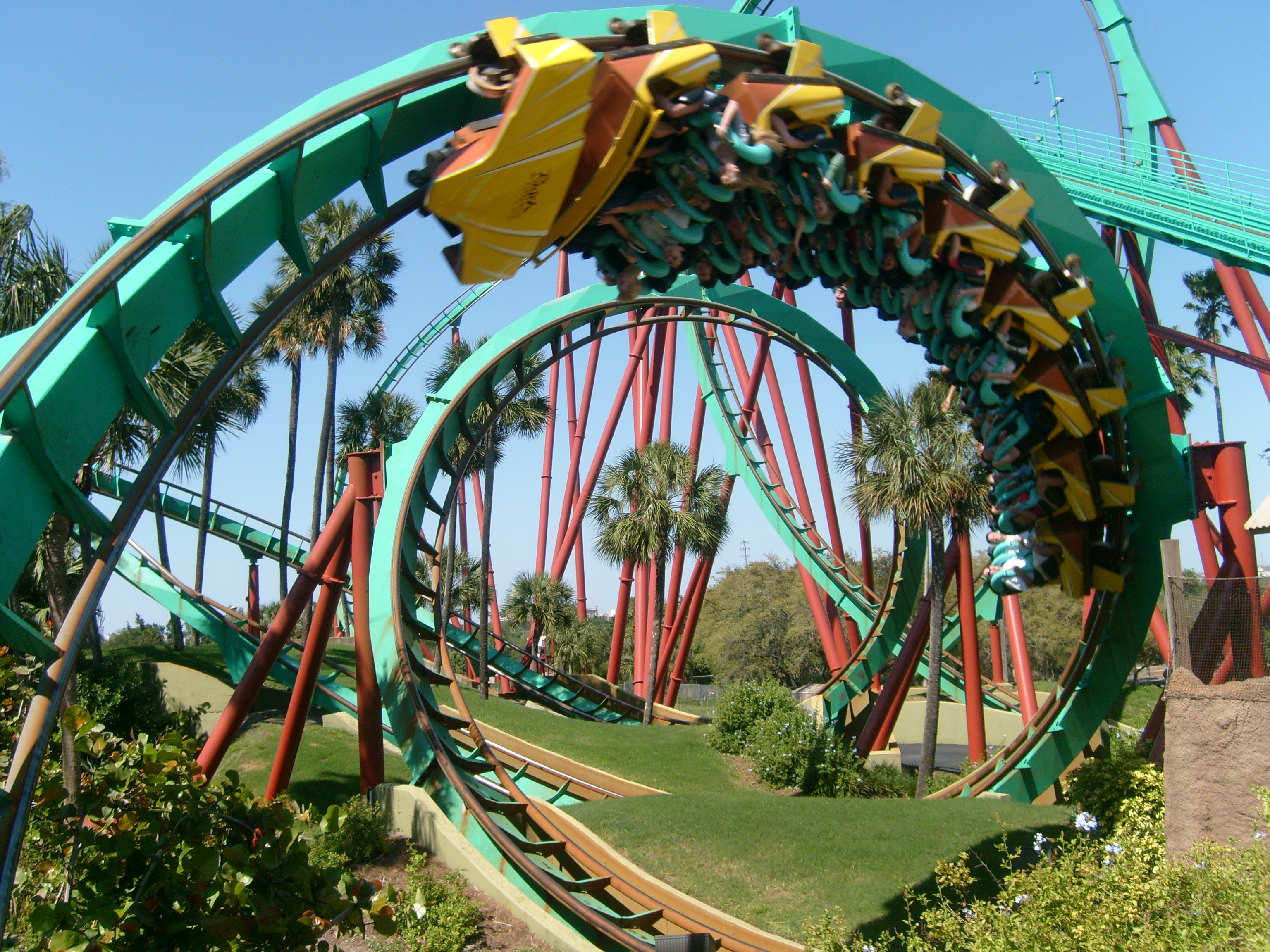
Kumba w Busch Gardens Tampa Bay
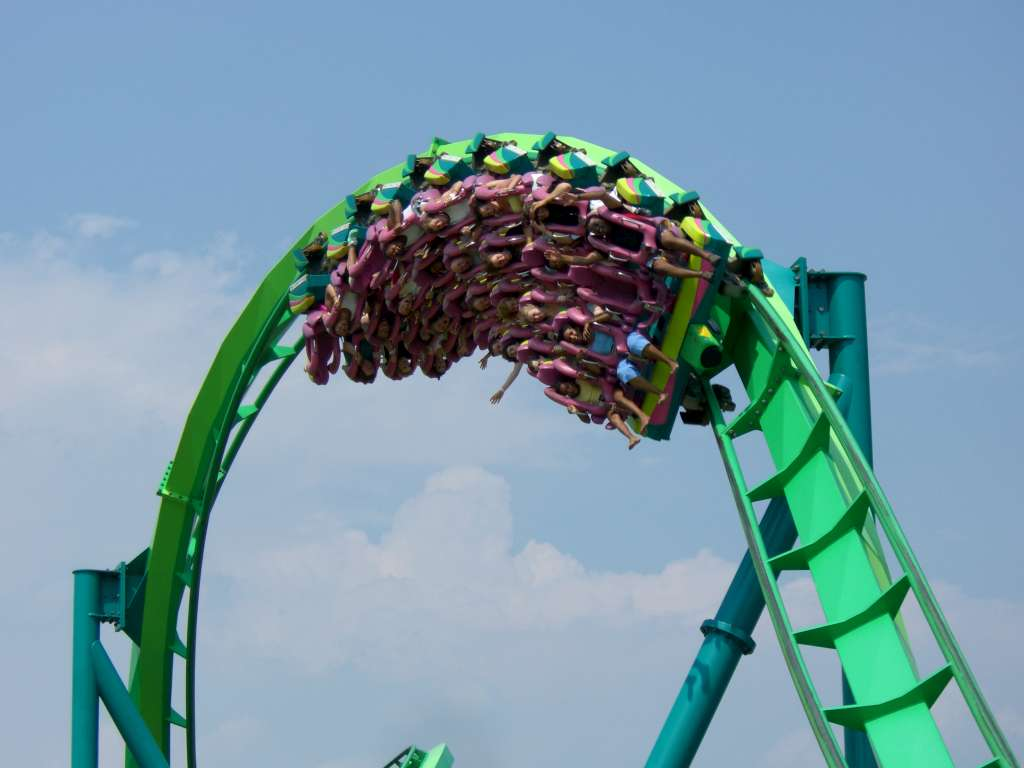
Hydra the Revenge w Dorney Park & Wildwater Kingdom
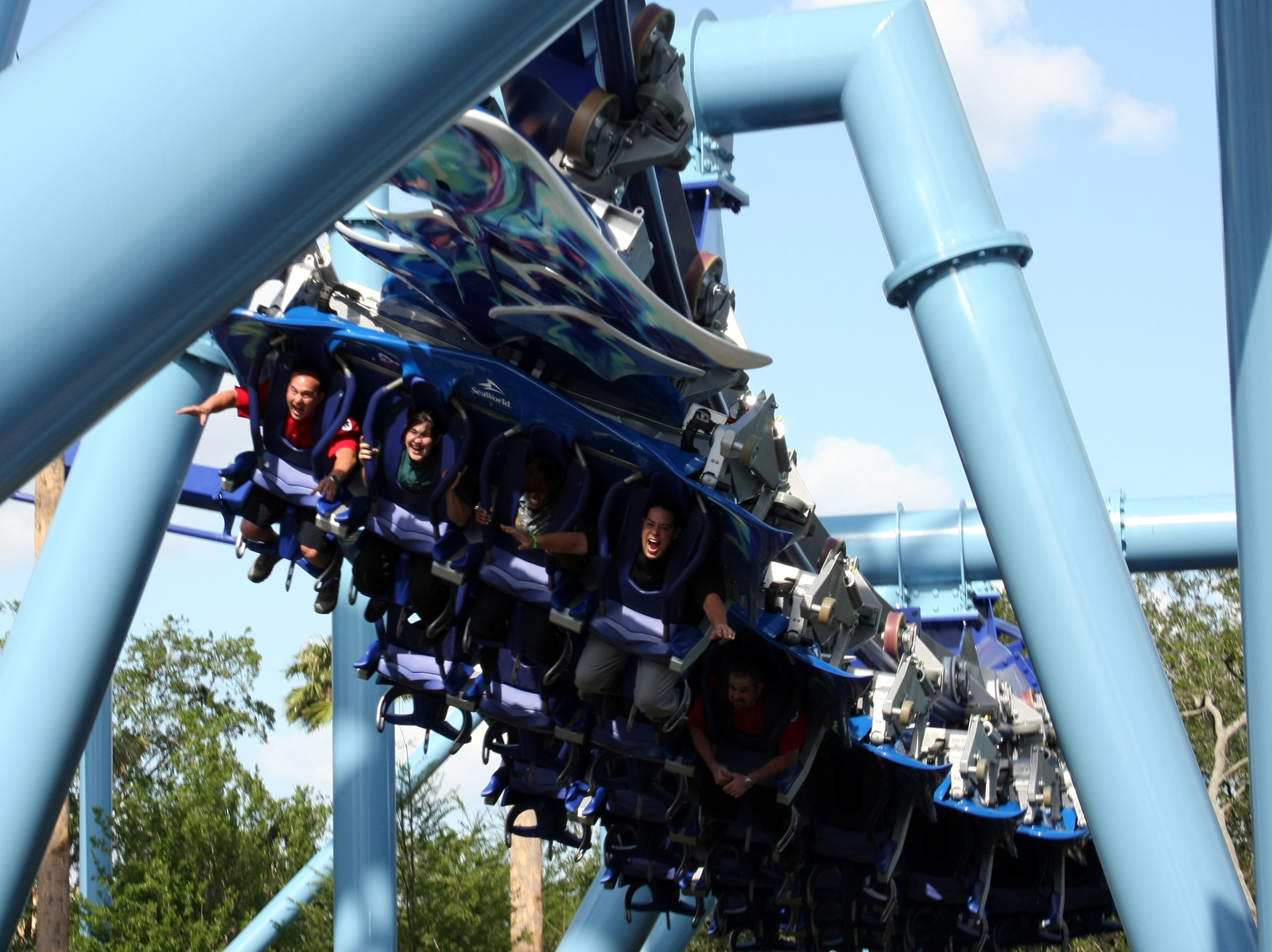
Manta w SeaWorld Orlando